# Villers-la-Chèvre
Villers-la-Chèvre és un municipi francès situat al departament de Meurthe i Mosel·la i a la regió del Gran Est. L'any 2007 tenia 535 habitants.

## Demografia

### Població
El 2007 la població de fet de Villers-la-Chèvre era de 535 persones. Hi havia 195 famílies, de les quals 24 eren unipersonals (12 homes vivint sols i 12 dones vivint soles), 60 parelles sense fills, 99 parelles amb fills i 12 famílies monoparentals amb fills.
La població ha evolucionat segons el següent gràfic:
Habitants censats

### Habitatges
El 2007 hi havia 203 habitatges, 195 eren l'habitatge principal de la família, 2 eren segones residències i 7 estaven desocupats. 197 eren cases i 6 eren apartaments. Dels 195 habitatges principals, 178 estaven ocupats pels seus propietaris, 15 estaven llogats i ocupats pels llogaters i 2 estaven cedits a títol gratuït; 4 tenien dues cambres, 6 en tenien tres, 32 en tenien quatre i 153 en tenien cinc o més. 174 habitatges disposaven pel capbaix d'una plaça de pàrquing. A 50 habitatges hi havia un automòbil i a 137 n'hi havia dos o més.

### Piràmide de població
La piràmide de població per edats i sexe el 2009 era:
| Homes | Edats   | Dones |
| ----- | ------- | ----- |
| 0     | 95 o +  | 0     |
| 0     | 90 a 94 | 0     |
| 0     | 85 a 89 | 0     |
| 0     | 80 a 84 | 0     |
| 0     | 75 a 79 | 4     |
| 16    | 70 a 74 | 12    |
| 8     | 65 a 69 | 0     |
| 4     | 60 a 64 | 8     |
| 8     | 55 a 59 | 12    |
| 28    | 50 a 54 | 16    |
| 12    | 45 a 49 | 16    |
| 44    | 40 a 44 | 28    |
| 24    | 35 a 39 | 28    |
| 4     | 30 a 34 | 20    |
| 12    | 25 a 29 | 16    |
| 0     | 20 a 24 | 16    |
| 24    | 15 a 19 | 8     |
| 16    | 10 a 14 | 16    |
| 20    | 5 a 9   | 24    |
| 0     | 0 a 4   | 4     |

## Economia
El 2007 la població en edat de treballar era de 395 persones, 290 eren actives i 105 eren inactives. De les 290 persones actives 271 estaven ocupades (143 homes i 128 dones) i 19 estaven aturades (8 homes i 11 dones). De les 105 persones inactives 29 estaven jubilades, 41 estaven estudiant i 35 estaven classificades com a «altres inactius».

### Ingressos
El 2009 a Villers-la-Chèvre hi havia 186 unitats fiscals que integraven 525 persones, la mediana anual d'ingressos fiscals per persona era de 24.173 €.

### Activitats econòmiques
Dels 17 establiments que hi havia el 2007, 3 eren d'empreses extractives, 1 d'una empresa de fabricació d'altres productes industrials, 3 d'empreses de construcció, 3 d'empreses de comerç i reparació d'automòbils, 1 d'una empresa d'hostatgeria i restauració, 1 d'una empresa financera, 2 d'empreses immobiliàries, 1 d'una empresa de serveis, 1 d'una entitat de l'administració pública i 1 d'una empresa classificada com a «altres activitats de serveis».
Dels 4 establiments de servei als particulars que hi havia el 2009, 1 era un paleta, 1 guixaire pintor, 1 restaurant i 1 saló de bellesa.
L'any 2000 a Villers-la-Chèvre hi havia 9 explotacions agrícoles que ocupaven un total de 475 hectàrees.

## Poblacions més properes
El següent diagrama mostra les poblacions més properes.